# 生態工学
生態工学（せいたいこうがく）エコロジカルエンジニアリング (Ecological engineering) は、 生態系の設計、監視、 建設に関わる 、 エコロジーとエンジニアリングを統合する新興の工学分野。 Mitsch（1996）によれば、「持続可能な生態系の設計、人間社会をその自然環境とを統合して両者の利益のために意図している」という。

## 概要
エコロジカル・エンジニアリングは1960年代初頭に新たなイデアとして登場したが、その定義は数十年を要し、その実施はいまだ調整中であり、新しいパラダイムとしての幅広い認知は比較的最近でもある。エコロジカルエンジニアリングは、環境システムを操作および制御するための主要なインプットとして自然エネルギー源を利用する等、Howard Odumらによって導入された。
ミッシュとヨルゲンセンらは、生態工学は社会と自然に利益をもたらすような社会サービスを設計していると記載しており、後にシステムを基盤とし、持続可能で、社会を自然環境と統合すべきであると指摘している。Odumは、 自己組織的性質が生態工学の中心的特徴であることを強調した。
ミッシュとヨルゲンセン(Mitsch and Jorgensen)は、生態学的工学を定義し、生態工学の原則を提供した最初の者であった。 その後、彼らは定義を洗練し、原則の数を増やした。 彼らは1989年の本で生態学的な工学を定義し、特徴づけし、2004年の本でそれをさらに明確にした（文献参照）。 彼らは生態工学の目標が次のようなものであると示唆している
環境汚染や土地の乱れなど人間の活動によって大きく邪魔された生態系の復旧
人間と生態学的価値の両方を持つ新しい持続可能な生態系の開発
彼らは、生態工学の重要な5つの概念を以下のように要約した。
生態系の自己設計能力を基本、生態学的理論のフィールドテスト、統合されたシステムアプローチの依存、再生可能エネルギー節約、生物学的保護と維持。
Bergen et alは、生態工学を以下のように定義した：
生態科学と理論を利用して、すべてのタイプの生態系に適用され、エンジニアリング設計手法の適応、ガイド価値制度を認識する工学。
Barrett（1999）は、「景観/水生構造と関連する動植物共同体（つまり生態系）の設計、建設、運営および管理（すなわち工学）がより有益であるという人類、そしてしばしば自然、バレット氏は次のように続けている：「等価または類似の意味を持つ他の用語にはエコテクノロジーと侵食制御分野で最も頻繁に使用される用語、土壌バイオエンジニアリングとバイオテクノロジーエンジニアリングが含まれるが、細胞レベルで遺伝子工学を記述する際、 「人工身体部品の建設を意味する「 バイオエンジニアリング 」」である。
この工学分野は、水生および陸生生態系の修復および建設のために、エンジニアリング、エコロジー、経済および自然科学の基礎科学と応用科学を組み合わせている。 エコロジー工学の分野は、テクノロジーと環境の間のインターフェースが探求されるように、生態系を設計し、使用する機会が増えるにつれて、幅広く深みが増している。
エコロジカルエンジニアリングの実施は、 劣化した 湿地から、肥料、花、 飲料水などの製品に人間の排水を処理するための微生物、魚、およびプラントサービスを統合したマルチセルタブおよび温室への生態系の創造または復元に焦点を当てている。
都市における生態工学の可能性のある応用には、造園・ランドスケープアーキテクチュア、都市計画、都市園芸の分野が含まれており 、 都市雨水管理にも応用することができる。 農村地帯における生態工学の潜在的な応用には、湿地の処理や伝統的な生態学的知見による共同植林が含まれている。
最近の生体様式や生息地計画の例には、 パーマカルチャーの動きがみられる。